# Waleri Alexejewitsch Medwedzew
Waleri Alexejewitsch Medwedzew (russisch Валерий Алексеевич Медведцев; * 5. Juli 1964 in Ustinow) ist ein ehemaliger russischer Biathlet. Er nahm mit zum Teil großen Erfolgen an drei Olympischen Winterspielen und mehreren Biathlon-Weltmeisterschaften teil.
Medwedzew trainierte für den Armeesportclub in Ischewsk. Seit Mitte der 1980er Jahre nahm er an internationalen Wettkämpfen im Herrenbereich teil. Zu Beginn der Saison 1986/87 gewann er in Antholz mit einem Einzel sein erstes Rennen im Biathlon-Weltcup. Seine größten Erfolge feierte der Russe als Starter für die Sowjetunion bei den Biathlon-Weltmeisterschaften 1986 am Holmenkollen in Oslo, wo er alle drei möglichen Titel im Einzel, im Sprint und gemeinsam mit Juri Kaschkarow, Dmitri Wassiljew und Sergei Bulygin in der Staffel gewann. Medwedzews Dauerkonkurrent der nächsten Jahre wurde Frank-Peter Roetsch, der die drei Titel bei den Biathlon-Weltmeisterschaften 1987 in Lake Placid gewann. Medwedzew wurde Fünfter im Sprint, Vierter im Einzel und gewann mit Kaschkarow, Dmitri Wassiljew und Alexander Popow die Silbermedaille im Staffelrennen. Bei den Olympischen Winterspielen 1988 in Calgary musste er sich im Einzel und im Sprint Roetsch geschlagen geben und gewann hinter dem Deutschen die Silbermedaillen. Mit der Staffel konnte er mit Wassiljew, Popow und Sergei Tschepikow als Schlussläufer in der Staffel die Goldmedaille gewinnen.
Weniger gut verlief die Saison 1988/89 für Medwedzew. In Feistritz an der Drau erreichte er bei den Biathlon-Weltmeisterschaften 1989 mit den Rängen 27 im Einzel und elf im Sprint weniger gute Resultate als zuvor. Doch schon ein Jahr später kehrte er in die Erfolgsspur zurück. Bei den Weltmeisterschaften kam der Russe auf den achten Rang im Sprint und wurde Weltmeister im Einzel. Mit der Staffel erreichte er den fünften Platz, mit der Mannschaft wurde er Vierter. Zudem wurde Medwedzew Dritter in der Weltcup-Gesamtwertung. Die Weltmeisterschaften 1991 in Lahti brachten einen siebten Platz im Sprint und mit Anatoli Schdanowitsch, Sergei Tarassow und Tschepikow den Gewinn der Bronzemedaille im Mannschaftswettbewerb. Höhepunkt der Saison 1991/92 wurden die Olympischen Winterspiele in Albertville. Dort lief Medwedzew auf den 25. Platz im Sprint und gewann mit Popow, Tschepikow und Waleri Kirijenko Staffelsilber. Erfolge verlagerten sich immer mehr hin zu den Staffelwettbewerben. Hier gewann er auch die Silbermedaille bei den Biathlon-Weltmeisterschaften 1993 in Borowez. Abschluss der Karriere Medwedzews wurden die Olympischen Winterspiele 1994 in Lillehammer, wo er allerdings nur noch im Einzel eingesetzt wurde und dort 24. wurde. Nach seiner aktiven Karriere wurde er Trainer. Zu seinen Schützlingen gehört unter anderem seine Ehefrau Olga Medwedzewa-Pyljowa.

## Biathlon-Weltcup-Platzierungen
| Platzierung                   | Einzel | Sprint | Verfolgung | Massenstart | Team | Staffel | Gesamt |
| ----------------------------- | ------ | ------ | ---------- | ----------- | ---- | ------- | ------ |
| 1. Platz                      | 2      | 1      |            |             |      | 2       | 5      |
| 2. Platz                      | 2      | 1      |            |             | 1    | 2       | 6      |
| 3. Platz                      |        | 1      |            |             | 1    |         | 2      |
| Top 10                        | 8      | 10     |            |             | 3    | 5       | 26     |
| Punkteränge                   | 15     | 18     |            |             | 3    | 5       | 41     |
| Starts                        | 21     | 21     |            |             | 3    | 5       | 50     |
| Stand: (Daten nicht komplett) |        |        |            |             |      |         |        |